# Sándor Balogh
Sándor Balogh (Dabas, 18 marzo 1920 – Budapest, 6 febbraio 2000) è stato un calciatore ungherese, di ruolo difensore.

## Carriera

### Club
Ha sempre giocato nel campionato ungherese.

### Nazionale
Ha collezionato 24 presenze con la maglia della nazionale.

## Palmarès

### Giocatore

#### Club

##### Competizioni nazionali
- Campionato ungherese: 3

Újpest: 1945, 1945-1946, 1946-1947

#### Nazionale
- Coppa Internazionale: 1

Ungheria: 1953